# Dolichomitriopsis diversiformis
Dolichomitriopsis diversiformis är en bladmossart som beskrevs av Noguchi 1948. Dolichomitriopsis diversiformis ingår i släktet Dolichomitriopsis och familjen Lembophyllaceae. Inga underarter finns listade i Catalogue of Life.